# Università statale di Mariupol' "A. I. Kuindži"
L'Università statale di Mariupol' "A. I. Kuindži" (acronimo MGU; in ucraino Маріупольський державний університет імені А.І. Куїнджі?; in russo Мариупольский государственный университет имени А.И. Куинджи?, Mariupol'skij gosudarstvennyj universitet imeni A.I. Kuindži) è un'università pubblica di Mariupol'.

## Storia
L'Università venne fondata nel 1991 come succursale dell'Università statale di Doneck, sotto il nome di College umanitario di Mariupol' (in russo Мариупольский гуманитарный колледж?), con il sostegno del consiglio comunale di Mariupol e della comunità greca locale. Nel 1992, Konstantin Balabanov diventa il direttore del college, avviando il processo di sviluppo dell'istituzione educativa.
Nel 1993, il college è stato trasformato nell'Istituto umanitario di Mariupol' (in russo Мариупольский гуманитарный институт?). Nel 1994 è stato istituito il Dipartimento di Filologia. Nel 1995 sono stati istituiti i Dipartimenti di Storia, Economia e Giurisprudenza e Lingue straniere. Sono attive 8 specializzazioni e 11 cattedre. Dopo la conferenza internazionale sulle relazioni ucraino-greche, l'istituto ha stabilito come prioritaria l'attività scientifico-pratica sulla storia dell'ellenismo e della diaspora greca nell'area.
Nel 1997, l'Istituto umanitario di Mariupol' ha accolto ufficialmente una delegazione del presidente greco, Kōstīs Stefanopoulos. È stata la prima visita di un presidente straniero a un'istituzione accademica nel Donbass.
Nel 2002 è stato istituito il Dipartimento di Filologia greca, che è diventato un centro per lo studio della cultura e della lingua ellenistica.
Dal 2004, l'Istituto umanitario di Mariupol è stato trasformato in università.
Nel 2010, l'università ha ottenuto lo status di università classica e è stata rinominata in Università statale di Mariupol'.